# Guy Vernáez
Guy Alberto Vernáez Hernández (Caracas, 12 de mayo de 1972) es un matemático y político venezolano que ha ejercido diversos cargos en la administración pública, destacando particularmente como Secretario Ejecutivo del Consejo Federal de Gobierno y director ejecutivo del Fondo de Compensación Interterritorial, cargos que ejerció desde 2013 hasta junio de 2024. Fue ministro del Poder Popular para las Comunas y los Movimientos Sociales en el gobierno de Nicolás Maduro durante febrero y junio de 2024. 

## Biografía

### Formación académica
Vernáez es egresado de la Universidad Central de Venezuela como Licenciado en Matemáticas. Culminó estudios de Maestría en Ciencias de la Computación (2002) y cumplió su pasantía doctoral de Investigación en el Instituto de Física del Globo de París, en Francia (2004). Desarrolló estudios doctorales en Matemáticas de la Computación en la Universidad Central de Venezuela.

## Carrera

### Presidente de Funvisis
Fue director y presidente de la Fundación Venezolana de Investigaciones Sismológicas (Funvisis) entre 2010 y 2011. Desde este año hasta 2013 ejerció funciones como viceministro de Planificación y Aplicaciones del Ministerio del Poder Popular para Ciencia, Tecnología e Innovación.

### Secretario del CFG y director ejecutivo del FCI
En 2013 fue nombrado como secretario ejecutivo del Consejo Federal de Gobierno y director ejecutivo del Fondo de Compensación Interterritorial, responsabilidad que tuvo hasta junio del 2024. Desde esta instancia fomentó estrategias para articular redes de trabajo de autogestión y cogestión desde las organizaciones de base del Poder Popular, donde destacan experiencias exitosas de financiamiento y ejecución de proyectos de mejoramiento de servicios públicos, infraestructuras de salud y educación para las comunidades, así como proyectos productivos como el Plan de Siembra Comunal, todos articulados a través de la plataforma informática Sistema de información y comunicación - Sinco.

### Ministro de Comunas y los Movimientos Sociales
Entre febrero y junio de 2024 fue ministro del Poder Popular para las Comunas y los Movimientos Sociales en el gobierno de Nicolás Maduro. 